# 조지 T. 오덤
조지 T. 오덤(George T. Odom, 1950년 8월 21일 ~ 2016년 9월 21일)은 미국의 배우, 텔레비전 배우이다. 브롱크스에서 태어났으며 샬럿에서 사망하였다.

## 영화
- 블러드 오브 챔피언 (2006년)
- 파이프 드림 (2002년)
- 허리케인 카터 (1999년)
- 지하철 이야기 (1997년)
- 고티 (1996년)
- 누가 왕초지? (1993년)
- 스트레이트 아웃 오브 브룩클린 (1991년)
- 법과 질서 (1990년)